# Векторные часы
Векторные часы — алгоритм получения частичного упорядочения событий в распределённой системе и обнаружения нарушений причинно-следственных связей (логические часы). 
Таким же образом, как и во временных метках Лэмпорта, внутренние сообщения, передаваемые в системе, содержат состояние логических часов процесса. Векторные часы в системе {\displaystyle N} процессов — массив или вектор из {\displaystyle N} логических часов, одни часы на процесс. Локальный экземпляр вектора с наименьшими возможными значениями часов для каждого процесса строится следующим образом:
- изначально все значения часов равны 0;
- в случае внутреннего события счётчик текущего процесса увеличивается на 1;
- перед отправкой сообщения внутренний счётчик, соответствующий текущему процессу, увеличивается на 1, и вектор целиком прикрепляется к сообщению;
- при получении сообщения счётчик текущего процесса увеличивается на 1, далее значения в текущем векторе выставляются в максимум от текущего и полученного.

Векторные часы были разработаны независимо Фиджем и Маттерном в 1988 году.
Логические векторные часы — функция из упорядоченного множества событий в вектор целых чисел.